# Squillace
Squillace ist eine italienische Gemeinde mit 3577 Einwohnern (Stand 31. Dezember 2023) in der Provinz Catanzaro in Kalabrien. In der Antike hieß sie altgriechisch Σκυλάκιον Skylákion, lateinisch Scylacium, auch Σκυλακεῖον Skylakeíon, latinisiert Scylaceum, oder Σκυλλήτιον Skyllḗtion bzw. Scylletium.

## Geografie

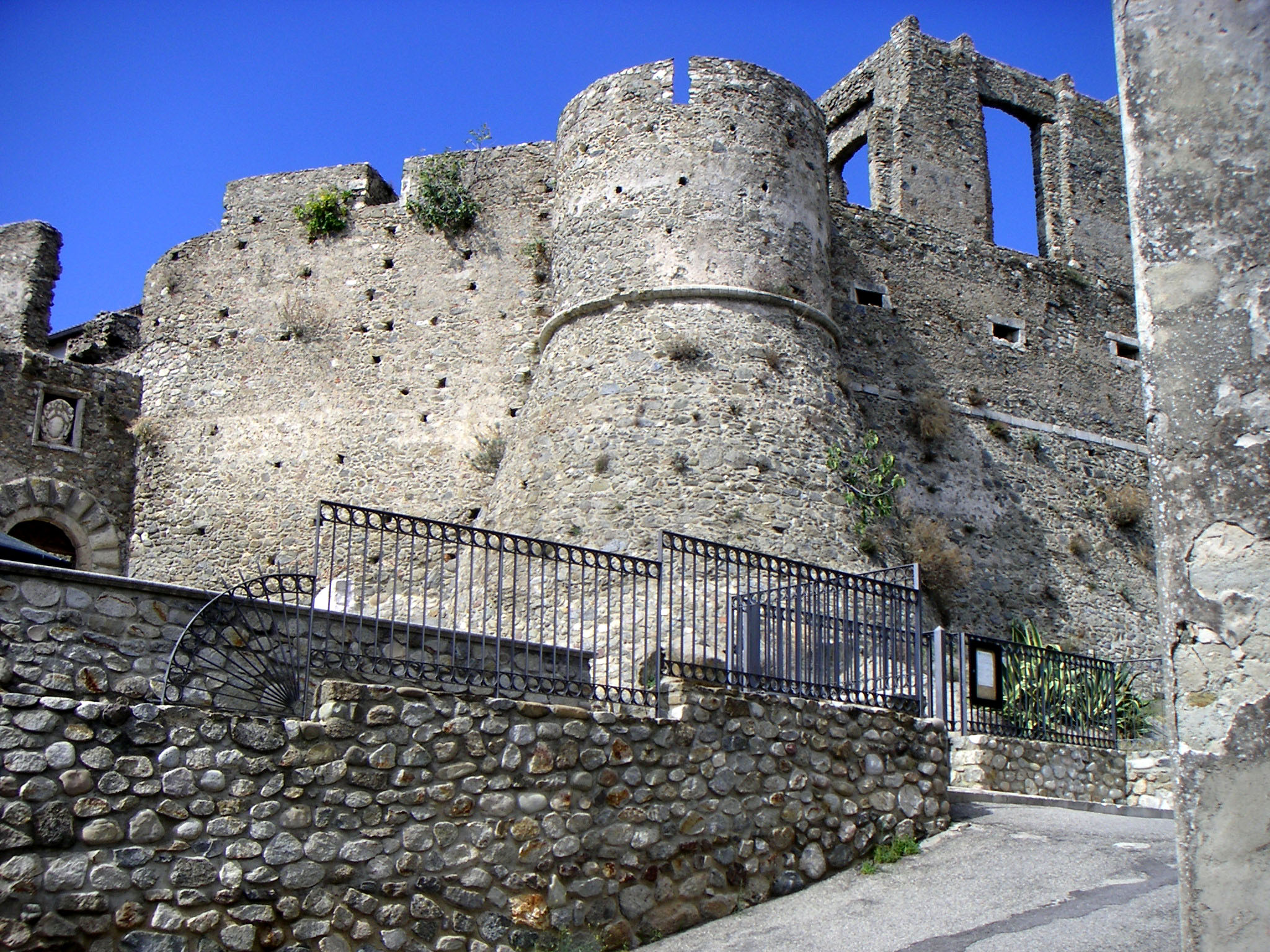
Die normannische Burg

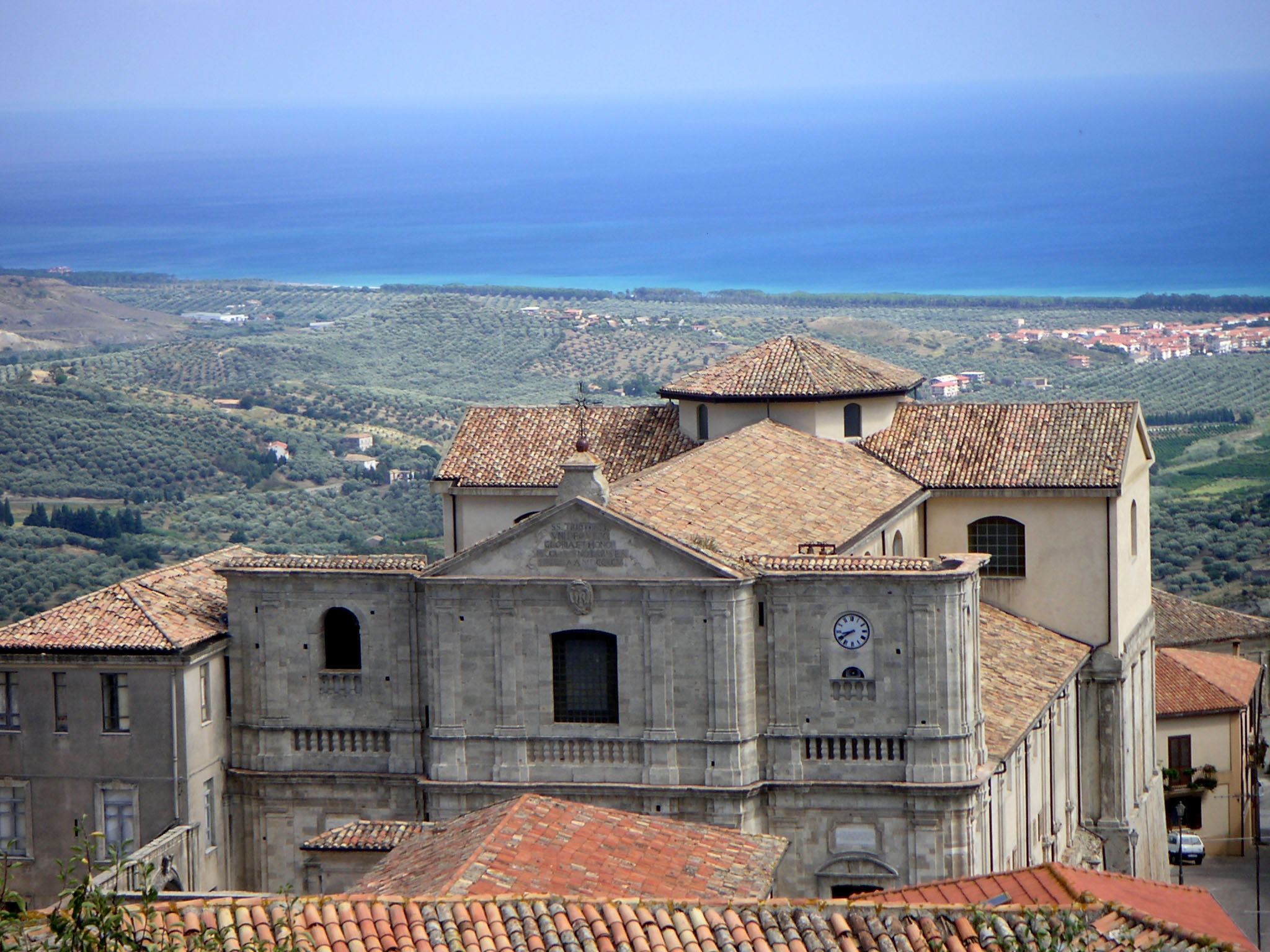
Dom und Blick aufs Meer

Der Ort liegt vier Kilometer Luftlinie von der ionischen Küste entfernt und unterteilt sich in Squillace Superiore (auf dem Hügel) und Squillace Lido (direkt an der Küste).
In Squillace Lido halten sich den ganzen Sommer über die meisten Touristen auf. Squillace ist bei den Norditalienern sehr beliebt. Ausländische Touristen sieht man selten.
Der nächste Flughafen, der Flughafen Lamezia Terme, ist etwa 50 km entfernt. In Squillace Lido fährt die einspurige Eisenbahnlinie von Tarent nach Reggio Calabria durch, hält aber nicht an. Der Bahnhof wurde in den 1990er Jahren geschlossen. Der nächste Bahnhof in nördlicher Richtung ist Catanzaro Lido und in südlicher Richtung Soverato.
Die attraktivsten Sehenswürdigkeiten in Squillace sind il Castello Normanno (die normannische Burg), il Duomo (der Dom) und il Ponte del Diavolo (die Brücke des Teufels).

## Töchter und Söhne des Ortes
- Cassiodor (um 485–580), Senator und Historiker
- Guglielmo Pepe (1783–1855), italienischer General
- Vito Napoli (1931–2004), italienischer Politiker